# Poslanica
Poslanica (biblijska) je najčešće drugo čitanje (nedjeljom) na svetoj Misi. U Bibliji postoji 20 poslanica; 13 Pavlovih (Rim 1 Kor 2 Kor Gal Ef...) 3 Ivanove, 2 Petrove, Jakovljeva i Judina (NE Jude Iškariotskog, nego Isusova rođaka Jude). Čita ju lektor/čitač kod Službe riječi.